# Grupa Niemen
Grupa Niemen – polski awangardowy, progresywnorockowy zespół Czesława Niemena, działający w latach 1971–1973.

## Historia
We wczesnej fazie, po rozpadzie zespołu Niemen Enigmatic, trzon formacji stanowili: Tomasz Jaśkiewicz (gitara), Andrzej Tylec (perkusja), Helmut Nadolski (kontrabas) i Andrzej Przybielski (trąbka). Po odejściu gitarzysty i perkusisty, do grupy dołączyli: Józef Skrzek – gitara basowa, organy, Apostolis Anthimos – gitara i Jerzy Piotrowski – perkusja (wszyscy trzej ex-Silesian Blues Band, po rozstaniu z Niemenem w sierpniu 1973, działali pod szyldem SBB – Szukaj, Burz, Buduj).
Grupa nagrała w 1972 roku w Polsce dwie płyty długogrające, Niemen vol. 1 oraz Niemen vol. 2 (reedycja obu albumów na CD nosi tytuł Marionetki), wydane w 1973 roku, natomiast w RFN, na mocy kontraktu z niemieckim oddziałem CBS – Columbia Records – dwa kolejne albumy: Strange Is This World (w składzie bez Przybielskiego) i Ode to Venus (bez Nadolskiego i Przybielskiego). Ponadto, w 2009 roku wydany został zapis z koncertu w ramach Jazz Jamboree 1972 poświęconego pamięci Krzysztofa Komedy, gdzie Grupa Niemen zaprezentowała nieco ponad półgodzinną interpretację utworu „Kattorna”.
Grupa Niemen odbyła w czasie swojej działalności tournée po wielu krajach Europy Zachodniej; wystąpiła m.in. 17 sierpnia 1972 roku obok Johna McLaughlina z Mahavishnu Orchestra i Charlesa Mingusa na imprezie „Rock & Jazz Now” towarzyszącej ceremonii otwarcia igrzysk olimpijskich w Monachium. Ważnym wydarzeniem była trasa koncertowa po RFN u boku Jack Bruce Band, występ na Jazz Bilzen 1972 oraz występy w krajach skandynawskich.
Występ kompletnego składu został uwieczniony także w filmie Die Schlüssel, w reżyserii pochodzącego z NRD Egona Günthera. Czesław Niemen we współpracy z Helmutem Nadolskim nagrali także muzykę do filmu Janusza Kondratiuka Dziewczyny do wzięcia.

## Dyskografia

### Albumy
- 1972: Strange Is This World (LP)
- 1972: Strange Is This World / We’ve Got The Sun (SP)
- 1973: Niemen vol. 1 (LP)
- 1973: Niemen vol. 2 (LP)
- 1973: Ode to Venus (LP)
- 1994: Marionetki (CD zawierające materiał z dwóch LP Niemen vol. 1 i Niemen vol. 2)
- 2009: Kattorna JJ72 / Pamflet na ludzkość JJ75 (nagranie archiwalne, 21 października 1972)